# Маат
Маат е древноегипетска богиня на правосъдието, представяна като жена с перо на главата.
За разлика от другите богове и богини, Маат е по-скоро концепция, а не действащо божество. Маат е и превъплъщение на бог Амон. Жена на бог Тот, с когото са имали осем деца, най-известното от тях бил бог Амон.

## Древен съд на Маат
| U5 · a | t | C10 |

| U5 · a | t | C10 |

При мумифицирането сърцето умишлено било оставяно в тялото на мумията, защото се смятало, че след смъртта мъртвеца се изправял на съд. Този съд представлявал везни, на които от едната страна стояло перото на истината, което принадлежало на богинята на правосъдието Маат. От другата страна на везните се поставяло сърцето на покойника и ако везните се изравнят значи човекът е живял добре и душата му бива допускана в подземното царство. Ако сърцето се окаже по-тежко от перото на истината значи, че на него тежат много грехове и то бива изяждано от сърцеяда Аммут и така душата никога не намира покой.
ти си тъп